# Chrono Gatineau
La Chrono Gatineau és una competició ciclista femenina quebequesa, en format contrarellotge.
Creada al 2010, el primer any també es va fer la cursa masculina, però no va tenir continuïtat.

## Palmarès femení
| Any  | Vencedor         | Segon              | Tercer           |         |
| ---- | ---------------- | ------------------ | ---------------- | ------- |
| 2010 | Evelyn Stevens   | Linda Villumsen    | Alison Tetrick   |         |
| 2011 | Clara Hughes     | Amber Neben        | Jeannie Longo    |         |
| 2012 | Clara Hughes     | Evelyn Stevens     | Amber Neben      |         |
| 2013 | Carmen Small     | Joëlle Numainville | Chantal Blaak    |         |
| 2014 | Tayler Wiles     | Leah Kirchmann     | Jasmin Glaesser  |         |
| 2015 | Carmen Small     | Karol-Ann Canuel   | Tayler Wiles     |         |
| 2016 | Amber Neben      | Tara Whitten       | Karol-Ann Canuel |         |
| 2017 | Lauren Stephens  | Karol-Ann Canuel   | Amber Neben      |         |
| 2018 | Amber Neben      | Karol-Ann Canuel   | Tayler Wiles     |         |
| 2019 | Amber Neben      | Leah Kirchmann     | Tayler Wiles     |         |
| 2020 | suspesa          | suspesa            | suspesa          | suspesa |
| 2021 | suspesa          | suspesa            | suspesa          | suspesa |
| 2022 | suspesa          | suspesa            | suspesa          | suspesa |
| 2023 | Anna Kiesenhofer | Amber Neben        | Emily Ehrlich    |         |
| 2024 | Franziska Brauße | Nadia Gontova      | Marta Jaskulska  |         |
| 2025 |                  |                    |                  |         |

Nota : El 2011, Hanna Solovey, inicialment segona, fou desqualificada per haver donat positiu en un control antidopatge.

## Palmarès masculí
| Any  | Vencedor     | Segon     | Tercer        |
| ---- | ------------ | --------- | ------------- |
| 2010 | Benjamin Day | Ryan Roth | Aaron Fillion |